# Roman Stupnicki
Roman Stupnicki (* 30. November 1913 in Lemberg, Österreich-Ungarn; † 27. Januar 1954 in Wrexham) war ein polnischer Eishockeyspieler.

## Karriere
Roman Stupnicki spielte auf Vereinsebene Eishockey für Czarni Lwów, mit dem er in der Saison 1934/35 den polnischen Meistertitel gewann.

### International
Für die polnische Eishockeynationalmannschaft nahm Stupnicki an den Olympischen Winterspielen 1936 in Garmisch-Partenkirchen teil. Insgesamt bestritt er 23 Länderspiele für Polen, in denen er sechs Tore erzielte.

## Erfolge und Auszeichnungen
- 1935 Polnischer Meister mit Czarni Lwów